# Скот Бернард
Стик Бернард (енгл. Stick Bernard), односно Скот Бернард (енгл. Scott Bernard) је лик из јапанских научно-фантастичне аниме серије Џенезис Клајмбер Моспеада, односно њене адаптације као Роботек: Нова генерација.

## Џенезис Клајмбер Моспеада
Стиг је 20-годишњи поручник који је рођен у људској колонији на Марсу, након што је ванземаљска раса Инбита (Инвиди у Роботеку) заузела Земљу. Стиг је учествовао у другом покушају људи да поврате своју планету од Инбита, али се људска флота суочила са истом судбином као и претходна, потпуним уништењем. Током битке, Стигова вереница Марлин је погинула док је покушавала да уведе њен брод у атмосферу Земље, што је оставило Стига дубоко огорченог и бесног. Касније, чак и када је сакупио свој одред бораца за слободу на Земљи, често је његова слепа мржња према Инбитима ометала исправно расуђивање.
Стиг, као једини преживели од целе флоте, се у свом Алфа ловцу срушио на Земљу у бразилску пустињу у јужноамеричком сектору. Након доласка ка свести, одлучује да настави своју мисију и да уништи Рефлекс Поинт, главну базу Инбита која се налази крај Великих језера у северноамеричком сектору. Дуж свог пута Стиг среће неколико харизматичних особа које му се придружују у борби против Инбита. Стигов одред ће сачињавати: Реј (Ренд у Роботеку), 17-годишња луталица и љубитељ мотоцикала; Минт Лабал (Ени Лабел), живахно 13-годишње сироче; Џим Варстон (Ланк), 32-годишњи механичар и дезертер, Хекет ет Рос (Рук Бартли), 16-годишња бивша припадница мотоциклистичке банде и Јелоу Белмонт (Ленсер), 22-годишњи бивши војник који, захваљујући свом женственом изгледу, обавља задатке за групу прерушен у женску певачку икону.
Током пута, група ће наићи и на жену по имену Ајшу (Аријел), која наизглед болује од амнезије, па они одлучују да је зову Марлин. Како она проводи све више времена са њима, Стиг почиње да гаји осећања према њој, као и она према њему, све док Стиг не сазна да је она заправо Инбит и осећања према њој почињу да се мешају. На крају, Стиг схвата да је заљубљен у Ајшу.

## Роботек адаптација
У Роботек адаптацији серије Џенезис Клајмбер Моспеада из 1985, Скот је рођен у далеком свемиру, пошто су његови родитељи кренули у мисију на СДФ-3. Скот је пилот у дивизији Марс, једној од бољих батаљона које је адмирал Рик Хантер послао да поврате Земљу од Инвида.
Након одсудне битке са Инвидима код Рефлекс Поинта, Скот Бернард одлази у свемир у потрагу за адмиралом Хантером.

### Роботек: Мрачне хронике
У најновијем наставку Роботек серијала Мрачне хронике, Скот Бернард се враћа на земљу по Аријел. Остатак приче је још непознат.